# 잔지바르 축구 국가대표팀
잔지바르 축구 국가대표팀(영어: Zanzibar national football team)은 탄자니아의 자치령인 잔지바르의 축구팀이다. CAF의 준회원이며 FIFA 회원국이 아니다. 그래서 이 나라의 클럽팀은 CAF 챔피언스리그에 참가할 수 있으나 국가대표팀 자체는 FIFA 월드컵이나 아프리카 네이션스컵에 참가할 수 없다. 잔지바르가 탕가니카와 합병되기 전인 1962년 아프리카 네이션스컵에 한 번 참가했다가 예선 탈락했으며, 그 당시에도 FIFA 월드컵 예선에 참가하지 않았다. 하지만 FIFA가 인정하지 않은 팀들끼리 모여 하는 대회인 FIFI 와일드 컵에서 준우승이라는 성과를 얻었다. 그리고 2006년 ELF 컵에서 4위의 성적을 거두었고 세카파컵에는 통산 59번 출전하여 그 가운데 1995년 대회에서 사상 첫 국제 대회 우승컵을 들어올렸고 2017년 대회에서는 준우승을 차지했다.

## 역대 아프리카 네이션스컵 성적
- 1962년 - 예선 탈락

## CECAFA컵 기록
- 1973년 - 1라운드
- 1974년 - 1라운드
- 1975년 - 1라운드
- 1976년 - 1라운드
- 1977년 - 1라운드
- 1978년 - 불참
- 1979년 - 4위
- 1980년 - 1라운드
- 1981년 - 1라운드
- 1982년 - 4위
- 1983년 - 1라운드
- 1984년 - 1라운드
- 1985년 - 불참
- 1987년 - 4위
- 1988년 - 1라운드
- 1989년 - 1라운드
- 1990년 - 4위
- 1991년 - 1라운드
- 1992년 - 1라운드
- 1994년 - 불참
- 1995년 - 우승
- 1996년 - 1라운드
- 1999년 - 1라운드
- 2000년 - 불참
- 2001년 - 1라운드
- 2002년 - 1라운드
- 2003년 - 1라운드
- 2004년 - 1라운드
- 2005년 - 3위
- 2006년 - 1라운드
- 2007년 - 8강
- 2008년 - 1라운드
- 2009년 - 1라운드

## 역대 감독
| 감독        | 임기        |
| ----------- | ----------- |
| 술레만 사네 | 2008 ~ 2011 |